# ロボット残党兵
『妄想戦記 ロボット残党兵』（もうそうせんき ロボットざんとうへい）は、横尾公敏による日本の漫画作品。『月刊COMICリュウ』（徳間書店）にて、2007年12月号から2011年にかけて連載された。単行本全5巻。他、当初の短編読切作品を加筆修正して長編化した「零巻」が出版された。

## 概要
第一次世界大戦後、傷ついた兵士の救済のために失われた体の一部を機械で補う技術が発達した。やがて、それは全身を機械化する技術へと発展することになり、各国で極秘に戦闘用の機械化人間の開発が進められることとなった。第二次世界大戦中に開発されたサイボーグである機械化人間達の苦悩や葛藤を描く架空戦記。
続編として終戦後の東京を舞台に、探偵となった三船が活動する『大昭和怪人伝』、昭和100年（西暦2025年）を舞台に、最新型機械化人間刑事・大豪寺ライドと現役で探偵を続ける三船のバディ物『大昭和ロボット捜査線』がある。

## あらすじ
第一次世界大戦後、サイボーグ技術が急速に発展した架空の1940年代。
天才的な機械化人間研究者であった三船は、自分の身体が死病に犯されている事から、家族を見守りたい一心で機械化人間への改造を志願。親友である高橋の手で日の丸人として生まれ変わり、仲間と共に中国戦線へ参加、驚異的な戦果を挙げる。しかし日の丸人の活躍は世界中に機械化人間の可能性を知らしめ、時代はロボット大戦へと移り変わっていく。
日本国内では大日本神民党と呼ばれる秘密結社によるテロが横行しており、秘密警察の一員である森は、調査の過程でその首領が戦死したはずの山本五十六である事を突き止める。神民党の正体は東機関と呼ばれる特務組織で、裏切り者である秘密警察長官の服部が企む計画を阻止しようとしていた。服部は世界中に同時に複数人が存在しており、各国諜報機関に入り込んでいたのだ。
初期型機械化人である一文字を教官に訓練を積んだ三船は、戦友の越谷と共に日の丸人の制式採用を巡る「機械化実験部隊」としてタラワ環礁へ送り込まれる。そこは戦況に全く関係が無いことから、各国の実験的最新機械化人間が激戦を繰り広げる地獄のような戦場だった。自分の脳を機械化人間に最適化させる実験と研究を行っていた三船は、そこで異常な反応速度を発揮して戦い続けるが、同時に整備兵として学徒動員されてきた女子学生達の姿を見て、自分の無力さに打ちのめされる。
そして国内外で機械化人間を巡る様々な陰謀が進行しつつある中、三船の研究は各国の注目するところとなり、彼の脳を手に入れるべく工作員が次々と送り込まれる。三船は東機関のハリマオと交戦し、越谷もまた三船の脳を狙うエージェントの一人である事が発覚する。さらに合衆国の超大型機械化人が投入されたことで窮地に陥った三船たちは、女子学生たちを逃がすためこれに立ち向かい、一人、また一人と散っていく。工作員の一人であり証拠隠滅の自爆要員だった中島は、日本がタラワ環礁の放棄を決定したために見捨てられてしまったところを三船に救われ、彼に請われて爆弾を手渡す。単身戦いに臨んだ三船は爆弾を駆使して敵を撃破するも、直後に行われた大空爆に巻き込まれて消息を絶つ。当初の予定通り高橋式日の丸人は正式採用され、日本軍は一気に戦況を覆していく。一方、三船の戦死を聞いた高橋は現状に絶望し、やがて全ての研究成果を持ってドイツへと亡命する。
ある日、突如として全世界で機械化人の反乱が勃発する。機械化されたドイツ第三帝国総帥のアドルフ・ヒトラーによって「機械化帝国」が建国されたのだ。帝国は巨大な移動する「壁」を拡張し続け、さらに各国の主力を担っていた機械化人を手中に納めたことで、瞬く間に国土を拡張しいていく。それは全人類を平等に機械化することで戦争を無くそうとする、服部による陰謀だった。
一方、極僅かではあるが人類側についた機械化人たちも存在していた。義勇兵として各地を転戦し、蔑まれながらも人を守って戦う彼らはいつしか「ロボット残党兵」と呼ばれるようになっていた。その中に、奇跡的に生き延び、捕虜となっていた三船の姿もあった。
森によって発見され、日本に帰国した三船は家族と再会し、再び家族のために戦うことを決意。森、越谷、一文字、ハリマオといった戦友たちと共に、日本の主権を保護する見返りとして立案された最終作戦「新世界の鉄槌」へと参加する。それは日本の残存戦力を一枚の「壁」に集中し、これを突破するという決死作戦だった。
最終決戦が開始される中、多大な犠牲を払って三船たちは「壁」を突破、帝国内部へと突入する。そこは機械化人間たちが穏やかに暮らすような平和な世界だった。しかしそこに人類軍による対機械化人間兵器が発射され、民間人を含めた大虐殺が繰り広げられる。森は服部逮捕のために単独行動を取り、三船達を妨害しようと送り込まれた服部側の機械化人間を越谷とハリマオは迎え撃つ。一文字らは人類軍の虐殺を止めるために動き、三船は一人、親友である高橋のもとへと向かう。
高橋は狂気に飲み込まれ、最強の機械化人間を作ろうと三船に提案してくる。そしてそれを三船が拒否すると、高橋は密かに開発していた巨大機械化人間「愛國人」でもって三船の脳を奪おうと襲い掛かってくる。三船が激戦の末に操縦席へ乗り込むと、そこには操縦の負荷に耐えきれず瀕死の状態となった高橋がいた。数年ぶりに友人同士として会話を交わして和解した二人だが、その前にベルリン地下から出撃してきた巨大機械化人間が現れる。愛國人とは三船の異常発達した脳に対応する機体だという。高橋からそれを託された三船は、高橋と共に最後の戦いに挑む。全ての決着がついた後、高橋の亡骸を背負ってベルリンの廃墟を歩き続ける三船の姿があった。
終戦から半世紀を経た1995年。服部はテロリストとして指名手配され、逃亡を続けていたが30人目が逮捕される程に追い詰められていた。成長して子供を育てている娘、孫、妻に囲まれながら暮らす三船は、高橋の墓参りを終えた後、森の営む屋台で戦友たちと顔を合わせる。そして家に戻った三船は、妻と並んで縁側に腰を降ろし、青空を見上げて一息つくのだった。

## 登場人物
三船 敬三（みふね けいぞう）
主人公。首都防衛機械化人間・日の丸人の初期28体の内の1体で、額の×印がトレードマーク。元機械化人間の研究者であり、高橋の親友でもある。家族構成は妻の千代と一人娘の春子。
昭和17年4月以前より体を病魔に蝕まれており、余命幾ばくも無い状態であったが、家族を守り我が子の成長を見守りたいという思いから、日本陸軍内部で秘密裏に開発が進んでいた機械化人間・日の丸人の実験体として志願する。
作中には、彼が記した研究成果のノートやメモなどが重要なアイテムとして登場する。
高橋（たかはし）
三船を日の丸人へ改造した人物であり、機械化人間開発における第一人者。三船とは親友でもあり、家族ぐるみの付き合いがある。
後に高橋式と呼ばれる日の丸人の開発を行い、日本陸軍内部での発言権を持つようになる。
日本陸軍統合幕僚本部からの帰宅途中、暗殺に遭い、一命は取り留めるものの左目を失い機械化する事となる。やがて三船の戦死を聞き、徐々に狂気に取り憑かれてドイツへと亡命する。
服部 半蔵（はっとり はんぞう）
秘密警察司令長官。同日同時刻の満洲、ドイツ、アメリカ、日本に同時に現れるなど謎の多い人物。一見、生身の人間の様だが機械化が施されており、様々な機能を有している。
秘密警察とは別に何がしかの秘密組織に属しており、その秘密組織内でもそれなりの地位を持っていると思われる。永久平和全人類機械化計画を実行しようとしている。
実は第一次世界大戦で捕虜になった際、「同じ人間を複製する」という人体実験の被験者とされ、脳を数十個に分割されてしまった。この数十人の「服部半蔵」こそが彼の所属する秘密結社だった。
森 正一（もり しょういち）
秘密警察所属の機械化人。初登場時の階級は不明、後に秘密警察庁長官となる。日の丸人の作成より前に高橋技官の手により改造された機械化人間。
職務に忠実な人物だが、自分を改造した高橋技官に恩義を感じていたり、部下の不適切な発言の記憶を消去するなど、人間臭い一面も持つ。
手には手首から分離するナイフ、胴体内には爆薬が仕込まれた短刀が内蔵され、さらに対機械化人間刀の扱いに長けており、これらを使用した近接戦を得意とする。
一文字 龍六（いちもんじ りゅうろく）
陸軍に所属する機械化人間の軍人。日の丸人の作成より以前に高橋技官の手で改造された。高橋式日の丸人、森とくらべてもかなりの大型。
格闘戦を得意としており、三船たち初期型日の丸人の教官として彼らの指導を行う。機械化人間の神経発達に関しての造詣が深く、その訓練は未だ機械化人間の身体に慣れていない日の丸人達の脳に「筋肉痛」を発生させた。
実は神民党の幹部であり、山本五十六の腹心でもある。
越谷 敏夫（こしがや としお）
日本陸軍に所属する軍人。三船と同じく初期型日の丸人となった一人。三船に比べると性格は軽い。
額の鳳凰の模様がトレードマーク。病弱な妹がいる。
実は神民党のエージェントでもあり、タラワ環礁にて三船の脳を手に入れようと画策したこともある。
中島 優子（なかじま ゆうこ）
陸軍情報部所属の軍人。階級は情報特殊士官。タラワ環礁に送り込まれた三船達を含む機械化実験部隊の採点官兼指揮官として着任する。
実際は戦略拠点として利点の無いタラワ環礁の情報封鎖を行うために送り込まれた半機械化人間。胸部には強力な爆弾が搭載されており、これは心臓としての機能も代用している為、自決をもって起爆するように設定されていた。
当初は服部側から送り込まれていたが、彼らに切り捨てられて以降は三船側につき、人類軍のエージェントとして「新世界の鉄槌」作戦に挑む三船達を支援した。
ハリマオ
東機関に所属するエージェント。
本名は谷豊。
機械化はされていないが虎型の装甲服と薬物投与によって機械化人間と遜色ない戦闘能力を発揮する。通称「マレーの虎」。三船の脳を狙って襲撃を行うが撃退されてしまう。
その後は「新世界の鉄槌」作戦に参加。越谷以上に自由な性格をしているため、彼との間では言い争いが絶えない。
戦後も三船との交流を持っている。

## 作中の用語
機械化人間（きかいかにんげん）
作中でのサイボーグの総称。脳以外の身体機能を人工物に置き換えている。日本国内での名称は「日の丸人」。
腕や脚等、部分的に失った箇所を機械化した人間は「半機械化人間」と呼称される。
日の丸人（ひのまるじん）
日本国内での機械化人間の総称。
高橋式、渡辺式、磯部式、加山式、桑原式、海軍式など、コンセプトの違う複数の型式が存在する。
高橋式
高橋技官、あるいは東京の高橋研究所で作られた日の丸人の総称。
人間臭いと言われるほど、改造前の生活様式を維持できるように設計されており、機械化人間としては無駄な機能（食料の摂取、喫煙など）を多く持っている。
精神的に一番安定しており、後に日本陸軍内部で制式採用されることとなる。
前腕部に拳銃が搭載されているが、通常は徒手空拳での白兵戦を行う。
渡辺式
大阪の渡辺研究所で作られた日の丸人の総称。
大型で、厚い装甲が特徴。内部に大量の重火器を格納できるスペースが存在する。
腕をロケットパンチとしても打ち出せるガトリングガンに換装でき、これを主要兵装としている。
磯部式
北海道の磯部研究所で作られた日の丸人の総称。
感覚器官（主に視覚と聴覚）が鋭敏で高精度の索敵が可能。狙撃を得意とする。
感覚器官の鋭敏化の代償として、定期的な投薬を行わないと自律神経に異常をきたす。
肩部に二つに分離可能な対戦車ライフルを、脚部に拳銃を格納しており、これらを主要兵装としている。
加山式
九州の加山研究所で作られた日の丸人の総称。
渡辺式と同様に大型で装甲が厚いことが特徴。
前腕部が射出可能で、有線式のロケットパンチと前腕部と肘を接続するチェーンソー状のベルトを主要兵装としている。
更に、前腕部を自ら分解することで内蔵された奥の手を繰出すことが可能。
桑原式
満州国の桑原研究所で作られた日の丸人の総称。
黒いボディと鋭角な頭部が特徴。
鋭利な爪を主兵装としている。
海軍式
ボディ形状から高橋式をベースに作られていると思われるが詳細は不明。
愛國人
他の日の丸人が首都防衛用に開発されたのとは対照的に、首都侵攻用に開発された巨大な日の丸人。
あまりに巨大な体のために通常の日の丸人の伝達構造では動作が遅くなるため、ある手段をもって解決している。
東機関（とうきかん）
大日本帝国外務省が、各国の情報収集を目的として、スペインで創立した組織。日本国外では「TO機関」とも呼ばれている。
主に半機械化人間とユダヤ人で構成され、他職員は特殊な能力を身につけていたとも言われており、各国の情報をスペイン経由で東京やベルリン、海外に打電した。

## 評価
ライターのたまごまごはエキサイトに寄せたレビューの中で、本作を「ロボットものでも、スタイリッシュなアニメ作品とは違い、より無骨な『人型機械』の物語」と評価し、「まずは、戦争の是非などを後回しにしたうえで、人間の想像力がエスカレートする様子を三船の生き様を通じて楽しんでほしい」と述べている。